# Drepanogynis karkloofensis
Drepanogynis karkloofensis là một loài bướm đêm trong họ Geometridae.